# Бонг

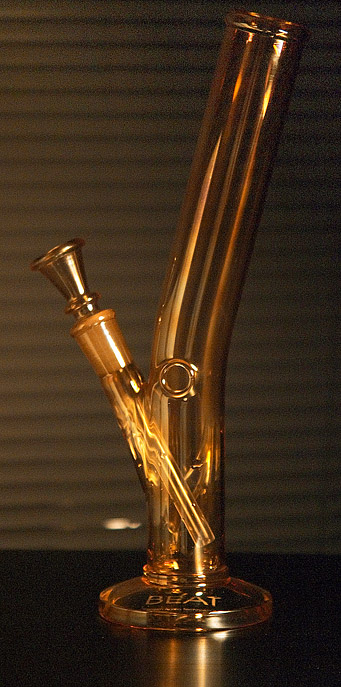
Скляний бонг

Бонг (від тайського บ้อง [bɔːŋ] — «бамбукова труба»; сленг.: бульбулятор, або просто буль) — пристрій для куріння канабіса. Зазвичай, являє собою невеликий посуд, частково заповнений водою, з конусоподібним відсіком для тління канабісу. Бонг курять через шийку посудини, при цьому дим, що вдихається, проходить через воду і завдяки цьому охолоджується. Популярність бонгів серед споживачів канабісу пов'язана з тим, що цей спосіб куріння забезпечує попадання в легені курця більшої дози тетрагідроканабінола, ніж при використанні сигарет (джойнт) або курильних трубок. При цьому також зростає надходження до легень смол та інших шкідливих речовин. Законодавство більшості штатів США розглядає бонги як пристосування, яке використовують для вживання наркотиків, тому їх зберігання та продаж заборонено.

## Етимологія
Слово bong є пристосуванням тайського слова bong або baung (тайська: บ้อง [bɔːŋ]), яке стосується циліндричної дерев'яної трубки, труби або контейнера, нарізаного з бамбука і яке також стосується бонгу, який використовують для куріння.

## Історія
Розкопки кургану в Росії в 2013 році показали, що скіфські племінні вожді використовували золоті бонги 2400 років тому, щоб курити конопель та опіум. Курган був виявлений, коли будівельники розчищали землі для будівництва лінії електропередач.
Використання водяної трубки для куріння було запроваджено в Китаї під час пізньої династії Мін (16 ст) разом з тютюном через Персію і Шовковий шлях. За часів династії Цин це стало найпопулярнішим способом курити тютюн, але став менш популярним за часів республіки. Хоча, як правило, бонги використовували прості люди, відомо, що імператриця Dowager Cixi надавала перевагу водяним трубкам, ніж  пляшечкам з табаком або іншим способам куріння. За словами Імператорського відділу побуту, вона була похована принаймні з трьома водяними трубками; деякі з її колекцій можна побачити в Палацовому музеї.
Водний бонг, який використовували після династії Цин, можна розділити на два типи: домашній бамбуковий бонг, який зазвичай роблять та використовують по всій країні, а також елегантніший металевий варіант, який використовують китайські купці, міщани та дворяни. Металеві бонги, як правило, виготовляють з бронзи або латуні, дворянські версії виготовляли зі срібла і прикрашали дорогоцінними каменями. Як правило, металевий варіант виконано з наступних компонентів:
- Власне водяна трубка являє собою односекційну конструкцію, що складається з кубового або циліндричного стовбура, контейнера для води та жолоба, щонайменше на 3 дюйми, а деякі — завдовжки до 12 дюймів. Деякі з них є прямими, деякі з них згинаються та нагадують кран.
- Тютюновий контейнер з кришкою.
- Стінка водяної трубки — досить тонка, щоб її зручно було тримати однією рукою і складалася з двох отворів для тютюнового контейнера та водопровідної труби. Вона може мати менші отвори, щоб тримати трубки різних варіацій.

Під час сеансу куріння користувач може зберігати все обладнання всередині стійки і просто тримати всю збірку (стійку, трубу та контейнер) в одній руці, запалюючи чашу рівномірно охоплюючи всю поверхню.

## Використання
Вода може захоплювати важчі частинки та водорозчинні молекули, запобігаючи їхньому надходженню в дихальні шляхи курця. Механіку бонгу порівнюють з такими, що використовують для лабораторного газоочищення пляшки. Користувач бере до рота верхню частину бонгу і розміщує коноплі у трубці, як показано на малюнку.
Бонги як правило виготовляють зі скла або пластику, які використовують колбу, стовбур і воду для виготовлення диму. Більшість скляних бонгів виготовлені з жароміцного боросилікатного скла, що дозволяє бонгу протистояти багаторазовому використанню і тепловій експозиції без розриву. Після того як чаша була упакована і вода була залита в бонг, речовина світиться, а дим проникає через воду, щоб виробляти більш гладкий дим, ніж інші способи куріння. Щоб палити бонга, курці повинні вдихати бонг, так щоб бульбашки, що містять дим, починали надходити з стебла. Після того, як бонг набирає достатньої кількості диму, чаша відокремлюеться від бонга, а решта диму надходить до легенів курця.

## Законодавство
Українське законодавство ніяк не регулює цей тип товарів, а тому — бонги є легальними для розповсюдження в Україні, але цей пристрій може бути долучено як додатковий речовий доказ при викритті "наркопритонів".